# Dichomeris
Dichomeris är ett släkte av fjärilar som beskrevs av Jacob Hübner 1818. Dichomeris ingår i familjen stävmalar.

## Bildgalleri

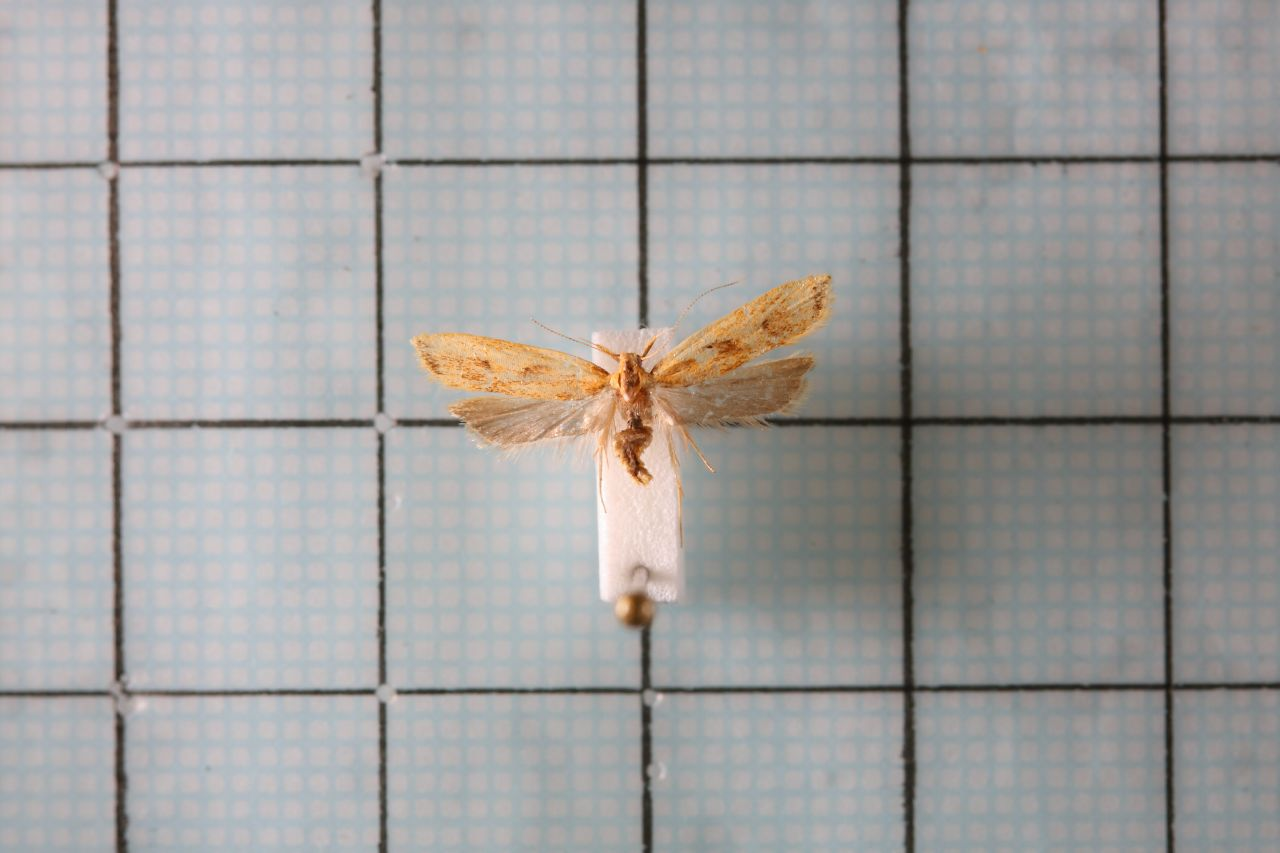

## Dottertaxa tillDichomeris, i alfabetisk ordning[1][2]
- Dichomeris abscessella
- Dichomeris achlyodes
- Dichomeris achne
- Dichomeris acratopa
- Dichomeris acritopa
- Dichomeris acrochlora
- Dichomeris acrogypsa
- Dichomeris acrolychna
- Dichomeris acuminatus
- Dichomeris acuta
- Dichomeris adactella
- Dichomeris adelocentra
- Dichomeris aenigmatica
- Dichomeris aequata
- Dichomeris aestuosa
- Dichomeris agathopa
- Dichomeris aglaia
- Dichomeris agonia
- Dichomeris alacella
- Dichomeris albiscripta
- Dichomeris aleatrix
- Dichomeris allantopa
- Dichomeris alogista
- Dichomeris alphito
- Dichomeris alternella
- Dichomeris amauropis
- Dichomeris amblopis
- Dichomeris amblychroa
- Dichomeris amblystola
- Dichomeris ammoxantha
- Dichomeris amorpha
- Dichomeris amphichlora
- Dichomeris amphicoma
- Dichomeris amphicosma
- Dichomeris ampliata
- Dichomeris ampycota
- Dichomeris analoxa
- Dichomeris ancylosticha
- Dichomeris anisospila
- Dichomeris anomala
- Dichomeris anticrates
- Dichomeris antiloxa
- Dichomeris antisticha
- Dichomeris antisticta
- Dichomeris antizyga
- Dichomeris aphanopa
- Dichomeris apicellus
- Dichomeris aplectodes
- Dichomeris apludellus
- Dichomeris aprica
- Dichomeris ardelia
- Dichomeris ardesiella
- Dichomeris argentaria
- Dichomeris argentinella
- Dichomeris argigastra
- Dichomeris arotrosema
- Dichomeris asaphocosma
- Dichomeris asodes
- Dichomeris asteropis
- Dichomeris atactodes
- Dichomeris atomogypsa
- Dichomeris atricordis
- Dichomeris atriguttata
- Dichomeris attenta
- Dichomeris aulotoma
- Dichomeris aurisulcata
- Dichomeris auritogata
- Dichomeris autometra
- Dichomeris autophanta
- Dichomeris baccata
- Dichomeris barathrodes
- Dichomeris barbella
- Dichomeris barnesiella
- Dichomeris barymochla
- Dichomeris basistriatus
- Dichomeris baxa
- Dichomeris bidiscomaculella
- Dichomeris bilobella
- Dichomeris bimaculella
- Dichomeris biplagata
- Dichomeris bipunctellus
- Dichomeris bisignella
- Dichomeris bitinctella
- Dichomeris blanchardorum
- Dichomeris bodenheimeri
- Dichomeris bolize
- Dichomeris brachygrapha
- Dichomeris brachymetra
- Dichomeris brachyptila
- Dichomeris byrsoxantha
- Dichomeris cachrydias
- Dichomeris caeca
- Dichomeris caerulescens
- Dichomeris caia
- Dichomeris capillata
- Dichomeris capnites
- Dichomeris capucinella
- Dichomeris carinella
- Dichomeris caryaefoliella
- Dichomeris carycina
- Dichomeris caryophragma
- Dichomeris caryoplecta
- Dichomeris castanea
- Dichomeris castellana
- Dichomeris caustonota
- Dichomeris cellaria
- Dichomeris centracma
- Dichomeris ceponoma
- Dichomeris ceramoxantha
- Dichomeris chalcophaea
- Dichomeris chalinopis
- Dichomeris chalybitis
- Dichomeris charonaea
- Dichomeris chartaria
- Dichomeris chinganella
- Dichomeris chlanidota
- Dichomeris chlorophracta
- Dichomeris cinctella
- Dichomeris cinnabarina
- Dichomeris cinnamicostella
- Dichomeris cirrhostola
- Dichomeris cisti
- Dichomeris citharista
- Dichomeris citrifoliella
- Dichomeris clarella
- Dichomeris clarescens
- Dichomeris claviculata
- Dichomeris coarctata
- Dichomeris cocta
- Dichomeris coenulenta
- Dichomeris collina
- Dichomeris concinnalis
- Dichomeris conclusa
- Dichomeris condaliavorella
- Dichomeris condylodes
- Dichomeris consertellus
- Dichomeris contentella
- Dichomeris contrita
- Dichomeris contubernatellus
- Dichomeris copa
- Dichomeris coreanus
- Dichomeris corniculata
- Dichomeris cornutus
- Dichomeris costalis
- Dichomeris costarufoella
- Dichomeris costolutella
- Dichomeris cotifera
- Dichomeris crambaleas
- Dichomeris craspedotis
- Dichomeris crepida
- Dichomeris crepitatrix
- Dichomeris crossospila
- Dichomeris cyanoneura
- Dichomeris cyclospila
- Dichomeris cymatodes
- Dichomeris cymotrocha
- Dichomeris cyprophanes
- Dichomeris deceptella
- Dichomeris decusella
- Dichomeris deflectivellus
- Dichomeris delotella
- Dichomeris deltaspis
- Dichomeris deltoxyla
- Dichomeris designatella
- Dichomeris diacnista
- Dichomeris diacrita
- Dichomeris dicausta
- Dichomeris dignella
- Dichomeris directa
- Dichomeris diva
- Dichomeris dolabella
- Dichomeris dolichaula
- Dichomeris doxarcha
- Dichomeris dryinodes
- Dichomeris dubitella
- Dichomeris dysnotata
- Dichomeris dysorata
- Dichomeris ebenosella
- Dichomeris ellipsias
- Dichomeris elliptica
- Dichomeris empusa
- Dichomeris eosella
- Dichomeris eridantis
- Dichomeris erixantha
- Dichomeris euchroa
- Dichomeris eucomopa
- Dichomeris euparypha
- Dichomeris eupatoriella
- Dichomeris euprepes
- Dichomeris eurynotus
- Dichomeris eustacta
- Dichomeris evitata
- Dichomeris exallacta
- Dichomeris excavata
- Dichomeris excepta
- Dichomeris excisorella
- Dichomeris excoriata
- Dichomeris explicata
- Dichomeris exsecta
- Dichomeris externella
- Dichomeris famosa
- Dichomeris famulata
- Dichomeris fasciella
- Dichomeris ferrata
- Dichomeris ferruginosa
- Dichomeris festa
- Dichomeris fida
- Dichomeris fimbriella
- Dichomeris finitima
- Dichomeris fistuca
- Dichomeris flavivittellus
- Dichomeris flavocostella
- Dichomeris fluctuans
- Dichomeris fluitans
- Dichomeris formulata
- Dichomeris fracticostella
- Dichomeris frenigera
- Dichomeris fuliginella
- Dichomeris fulvicilia
- Dichomeris fungifera
- Dichomeris furia
- Dichomeris furvellus
- Dichomeris fuscanella
- Dichomeris gausapa
- Dichomeris geochrota
- Dichomeris georgiella
- Dichomeris gleba
- Dichomeris glenni
- Dichomeris gnoma
- Dichomeris gnomonodes
- Dichomeris gnophrina
- Dichomeris goodellella
- Dichomeris gorgopa
- Dichomeris gracilella
- Dichomeris granivora
- Dichomeris granti
- Dichomeris griseella
- Dichomeris griseostola
- Dichomeris habrochitona
- Dichomeris hamata
- Dichomeris haplopa
- Dichomeris harmonias
- Dichomeris helianthemi
- Dichomeris hemeropa
- Dichomeris hemichrysella
- Dichomeris hemiclina
- Dichomeris hercogramma
- Dichomeris heriguronis
- Dichomeris heteracma
- Dichomeris hexasticta
- Dichomeris hieropla
- Dichomeris hirculella
- Dichomeris holomelas
- Dichomeris homaloxesta
- Dichomeris horiodes
- Dichomeris horocompsa
- Dichomeris horoglypta
- Dichomeris hortulana
- Dichomeris hyalombra
- Dichomeris hylurga
- Dichomeris hypochloa
- Dichomeris ianthes
- Dichomeris ignorata
- Dichomeris illicita
- Dichomeris illucescens
- Dichomeris illusio
- Dichomeris imbricata
- Dichomeris imitata
- Dichomeris immerita
- Dichomeris impigra
- Dichomeris inclusa
- Dichomeris indignus
- Dichomeris indiserta
- Dichomeris ingloria
- Dichomeris inserrata
- Dichomeris inspiciens
- Dichomeris instans
- Dichomeris insulella
- Dichomeris intensa
- Dichomeris intentella
- Dichomeris interamna
- Dichomeris introspiciens
- Dichomeris inversella
- Dichomeris iodora
- Dichomeris iophaea
- Dichomeris iothalles
- Dichomeris ironica
- Dichomeris isa
- Dichomeris isoclera
- Dichomeris ithyaula
- Dichomeris jugata
- Dichomeris juncidella
- Dichomeris juniperella
- Dichomeris junisonensis
- Dichomeris kawamurai
- Dichomeris kimballi
- Dichomeris lacrimella
- Dichomeris laetitia
- Dichomeris latescens
- Dichomeris latipalpis
- Dichomeris latipennella
- Dichomeris legnotoa
- Dichomeris leontovitchi
- Dichomeris leptosaris
- Dichomeris leucocosma
- Dichomeris leuconotella
- Dichomeris leucostena
- Dichomeris leucothicta
- Dichomeris levigata
- Dichomeris levisella
- Dichomeris ligulella
- Dichomeris ligyra
- Dichomeris limbipennellus
- Dichomeris limbipunctellus
- Dichomeris limitellus
- Dichomeris limosellus
- Dichomeris lissota
- Dichomeris litoxyla
- Dichomeris lotellus
- Dichomeris loxonoma
- Dichomeris loxospila
- Dichomeris lucrifuga
- Dichomeris lupata
- Dichomeris lutifrontella
- Dichomeris lutivittata
- Dichomeris lygropa
- Dichomeris lypetica
- Dichomeris macroptera
- Dichomeris macrosphena
- Dichomeris macroxyla
- Dichomeris malachias
- Dichomeris malacodes
- Dichomeris malifoliellus
- Dichomeris malthacopa
- Dichomeris manellus
- Dichomeris marginata
- Dichomeris marginella
- Dichomeris marmoratus
- Dichomeris maturata
- Dichomeris melanophylla
- Dichomeris melanortha
- Dichomeris melanosoma
- Dichomeris melanota
- Dichomeris melichrous
- Dichomeris melitura
- Dichomeris memnonia
- Dichomeris mendica
- Dichomeris mercatrix
- Dichomeris meridionella
- Dichomeris mesoctenis
- Dichomeris mesoglena
- Dichomeris metatoxa
- Dichomeris metrodes
- Dichomeris metuens
- Dichomeris mexicana
- Dichomeris mica
- Dichomeris microdoxa
- Dichomeris microphanta
- Dichomeris microsphena
- Dichomeris millierellus
- Dichomeris millotella
- Dichomeris miltophragma
- Dichomeris mimesis
- Dichomeris mistipalpis
- Dichomeris mochlopis
- Dichomeris mollis
- Dichomeris molybdea
- Dichomeris molybdoterma
- Dichomeris monococca
- Dichomeris mulsa
- Dichomeris neatodes
- Dichomeris nenia
- Dichomeris nephanthes
- Dichomeris nessica
- Dichomeris nitiellus
- Dichomeris nonstrigella
- Dichomeris obsepta
- Dichomeris occidentella
- Dichomeris oceanis
- Dichomeris ochracella
- Dichomeris ochreofimbriella
- Dichomeris ochreoviridella
- Dichomeris ochripalpella
- Dichomeris ochrophanes
- Dichomeris ochropyga
- Dichomeris ochroxesta
- Dichomeris ochthophora
- Dichomeris oenombra
- Dichomeris offula
- Dichomeris okadai
- Dichomeris oleata
- Dichomeris olivescens
- Dichomeris opalina
- Dichomeris opsonoma
- Dichomeris opsorrhoa
- Dichomeris orthacma
- Dichomeris ostensella
- Dichomeris ostracodes
- Dichomeris oxycarpa
- Dichomeris oxygrapha
- Dichomeris paenitens
- Dichomeris pallipalpis
- Dichomeris pammiges
- Dichomeris pandora
- Dichomeris paranthes
- Dichomeris parochroma
- Dichomeris pauciguttellus
- Dichomeris paulianella
- Dichomeris pectinella
- Dichomeris pelitis
- Dichomeris pelocnista
- Dichomeris pelta
- Dichomeris percnacma
- Dichomeris percnopholis
- Dichomeris peristylis
- Dichomeris perlevis
- Dichomeris permundella
- Dichomeris petalodes
- Dichomeris phaeosarca
- Dichomeris phaeostrota
- Dichomeris phaeothina
- Dichomeris phoenogramma
- Dichomeris physeta
- Dichomeris physocoma
- Dichomeris piceana
- Dichomeris picrocarpa
- Dichomeris picrophanes
- Dichomeris piperata
- Dichomeris pladarota
- Dichomeris planata
- Dichomeris pleuroleuca
- Dichomeris pleuropa
- Dichomeris pleurophaea
- Dichomeris plexigramma
- Dichomeris plumbosa
- Dichomeris plutella
- Dichomeris polyaema
- Dichomeris polygnampta
- Dichomeris polyommata
- Dichomeris pometella
- Dichomeris porphyrogramma
- Dichomeris praealbescens
- Dichomeris praeducta
- Dichomeris praevacua
- Dichomeris prensans
- Dichomeris procrossa
- Dichomeris procyphodes
- Dichomeris pseudometra
- Dichomeris pseudomorpha
- Dichomeris ptilocompa
- Dichomeris ptychosema
- Dichomeris pudicellus
- Dichomeris punctatella
- Dichomeris punctidiscellus
- Dichomeris punctipennella
- Dichomeris purpureofusca
- Dichomeris pyretodes
- Dichomeris pyrocosma
- Dichomeris pyropis
- Dichomeris pyrrhitis
- Dichomeris pyrrhopis
- Dichomeris quadrifurcata
- Dichomeris quercicola
- Dichomeris querciella
- Dichomeris quercipomonella
- Dichomeris rasilella
- Dichomeris reducta
- Dichomeris reedella
- Dichomeris renascens
- Dichomeris resignata
- Dichomeris retracta
- Dichomeris rhizogramma
- Dichomeris rhodophaea
- Dichomeris richteri
- Dichomeris roseocostellus
- Dichomeris rubidula
- Dichomeris rubiginosella
- Dichomeris ruderella
- Dichomeris rurigena
- Dichomeris rusticus
- Dichomeris sacricola
- Dichomeris sandycitis
- Dichomeris santarosensis
- Dichomeris saturata
- Dichomeris scenites
- Dichomeris scepticopis
- Dichomeris sciastes
- Dichomeris sciodora
- Dichomeris sciritis
- Dichomeris scotosiella
- Dichomeris scrutaria
- Dichomeris semicuprata
- Dichomeris seminata
- Dichomeris semnias
- Dichomeris serena
- Dichomeris serrativittella
- Dichomeris setosella
- Dichomeris sevectella
- Dichomeris siderosema
- Dichomeris simpliciella
- Dichomeris simulata
- Dichomeris siranta
- Dichomeris siren
- Dichomeris skukuzae
- Dichomeris solatrix
- Dichomeris sparsellus
- Dichomeris specularis
- Dichomeris sphyrocopa
- Dichomeris squalens
- Dichomeris stasimopa
- Dichomeris steueri
- Dichomeris stipendiaria
- Dichomeris straminiella
- Dichomeris straminis
- Dichomeris stratella
- Dichomeris stratigera
- Dichomeris striatella
- Dichomeris strigiplenella
- Dichomeris stromatias
- Dichomeris subdentata
- Dichomeris subiridescens
- Dichomeris sublotellus
- Dichomeris subrutila
- Dichomeris substratella
- Dichomeris suffusella
- Dichomeris summata
- Dichomeris sumptella
- Dichomeris sutschanellus
- Dichomeris sybilla
- Dichomeris sylphe
- Dichomeris synclepta
- Dichomeris syndyas
- Dichomeris syngrapta
- Dichomeris syringota
- Dichomeris tactella
- Dichomeris tactica
- Dichomeris taphrites
- Dichomeris tapinostola
- Dichomeris telegraphella
- Dichomeris tepens
- Dichomeris tephrodes
- Dichomeris tephroxesta
- Dichomeris terracocta
- Dichomeris testudinata
- Dichomeris tetraschema
- Dichomeris thalamopa
- Dichomeris thalpodes
- Dichomeris thanatopsis
- Dichomeris themelia
- Dichomeris thermodryas
- Dichomeris thermophaea
- Dichomeris thoracella
- Dichomeris thrasynta
- Dichomeris thrypsandra
- Dichomeris thryptica
- Dichomeris thyrsicola
- Dichomeris tongoborella
- Dichomeris torrefacta
- Dichomeris torrescens
- Dichomeris tostella
- Dichomeris toxolyca
- Dichomeris transecta
- Dichomeris traumatias
- Dichomeris tricolor
- Dichomeris tridentata
- Dichomeris trijuncta
- Dichomeris trinotella
- Dichomeris triplagella
- Dichomeris trisignella
- Dichomeris trissoxantha
- Dichomeris tristicta
- Dichomeris turgida
- Dichomeris turrita
- Dichomeris umbricata
- Dichomeris unguiculatus
- Dichomeris unicipunctellus
- Dichomeris uranopis
- Dichomeris ustalella
- Dichomeris vacciniella
- Dichomeris vadonella
- Dichomeris varronia
- Dichomeris washingtoniella
- Dichomeris ventosa
- Dichomeris ventrellus
- Dichomeris versicolorella
- Dichomeris vetustella
- Dichomeris vigilans
- Dichomeris vindex
- Dichomeris violaria
- Dichomeris viridella
- Dichomeris xanthoa
- Dichomeris xanthodeta
- Dichomeris xanthophylla
- Dichomeris xeresella
- Dichomeris xerodes
- Dichomeris xuthochyta
- Dichomeris xuthostola
- Dichomeris yanagawanus
- Dichomeris zomias
- Dichomeris zonaea
- Dichomeris zonostoma
- Dichomeris zygophora
- Dichomeris zymotella